# Бережков Іван Іванович
Іван Іванович Бережков (7 липня 1919, село Старово Тверської губернії, тепер Молоковського району Тверської області, Російська Федерація — ?) — радянський державний діяч, бригадир монтажників Балтійського суднобудівного заводу імені Орджонікідзе міста Ленінграда. Депутат Верховної ради СРСР 4-го скликання.

## Життєпис
Народився в селянській родині. У 1928 році переїхав до міста Ленінграда. Закінчив семирічну школу та школу фабрично-заводського учнівства, здобув спеціальність слюсаря-монтажника четвертого розряду.
Працював слюсарем-монтажником, бригадиром комсомольсько-молодіжної бригади Балтійського суднобудівного заводу імені Орджонікідзе міста Ленінграда.
З липня 1941 по травень 1946 року — в Червоній армії, учасник німецько-радянської війни. З 1942 по 1945 рік служив у 43-му запасному штурмовому авіаційному полку.
Член ВКП(б) з 1945 року.
З 1946 року — бригадир монтажників Балтійського суднобудівного заводу імені Орджонікідзе міста Ленінграда. Новатор і раціоналізатор виробництва, наставник молоді.
Подальша доля невідома.

## Звання
- старшина
- лейтенант